# Alexander Dibman
Alexander Borissovitch Dibman (russe : Александр Борисович Дыбман), né en 1962 à Saint-Pétersbourg, est un damiste soviétique, deux fois champion du monde en 1986 et 1987 et quatre fois champion d'URSS (nl).
En 1979 alors qu'il était âgé de 19 ans, Dibman finit troisième du championnat d'URSS et l'année suivante il est second derrière Viatcheslav Chtchogoliev. En 1980 et 1981 Dibman remporte deux médailles d'argent au championnat du monde junior (et).
Dibman remporte en 1983 le premier de ses quatre titre de championnat d'URSS consécutifs et obtient le titre de grand maître international après sa victoire au championnat du monde 1986 à Groningue. Il conserve son titre l'année suivante à Irkoutsk à l'issue d'un match en vingt parties face à Anatoli Gantvarg, toutes les parties se soldant par une nulle,.
Dibman tombe gravement malade à la fin des années 80 et déménage alors en Allemagne. Il a depuis quasiment arrêté la compétition à haut niveau.